# 12506 Парисер
12506 Парисер (12506 Pariser) — астероїд головного поясу, відкритий 31 березня 1998 року.
Тіссеранів параметр щодо Юпітера — 3,464.